# Zapatak
Zapatak (Torreornis inexpectata) – gatunek małego ptaka z rodziny pasówek (Passerellidae). Występuje na Kubie i dwóch przybrzeżnych wyspach. Bliski zagrożenia wyginięciem.

## Taksonomia
Po raz pierwszy gatunek opisali Thomas Barbour i James Lee Peters na łamach Proceedings of the New England Zoological Club w 1927. Holotyp pochodził z półwyspu Zapata, odłowił go 2 marca 1927 Fermín Z. Cervera. Autorzy nadali nowemu gatunkowi nazwę Torreornis inexpectata. Jest ona obecnie (2021) utrzymywana przez Międzynarodowy Komitet Ornitologiczny (IOC), który umieszcza zapataka w monotypowym rodzaju i wyróżnia 3 podgatunki. Pomijając nominatywny, dwa kolejne opisano w 1961 (T. i. sigmani) i 1981 (T. i. varonai). Pokrewieństwo rodzaju Torreornis względem innych jest niejasne.
Nazwa rodzajowa Torreornis (ornis znaczy z greckiego „ptak”) upamiętnia Carlosa de la Torre y Huerta (1858–1950), kubańskiego zoologa pracującego na Uniwersytecie w Hawanie. Nazwa gatunkowa inexpectata oznacza z łaciny „niespodziewany”.

## Podgatunki i zasięg występowania
IOC wyróżnia następujące podgatunki:
- T. i. inexpectata Barbour & J.L. Peters, 1927 – bagna Zapata, zachodnia Kuba[10];
- T. i. sigmani M.J. Spence & B.L. Smith, 1961 – wybrzeża prowincji Guantánamo, południowo-wschodnia Kuba[10];
- T. i. varonai Regalado Ruiz, 1981 – wyspy Cayo Coco i Cayo Romano u wybrzeża północno-centralnej Kuby[10].

## Morfologia
Długość ciała wynosi około 16,5 cm, masa ciała 19,7–29,3 g. Wymiary dla ptaków podgatunku nominatywnego (autorzy nie podali liczby osobników): długość skrzydła samców 66 i 67 mm, ogona 73 i 75 mm, górnej krawędzi dzioba 17 i 17,5 mm, skoku 22 i 22,5 mm; dla samicy: długość skrzydła 64 mm, ogona 70 mm, górnej krawędzi dzioba 17,5 mm, skoku 22,5 mm. Wymiary dla przedstawicieli T. i. sigmani (po 1 osobniku danej płci): u samca długość skrzydła 64 mm, ogona 73 mm, górnej krawędzi dzioba 15 mm, skoku 21 mm; u dorosłej samicy długość skrzydła 62 mm, ogona 74 mm, górnej krawędzi dzioba 14 mm, skoku 20,4 mm. 
W upierzeniu nie występuje dymorfizm płciowy. U dorosłego wierzch głowy rdzawy z czarnymi paskami. Obszar nad kantarkiem biały, kantarek czarny. Brew, pokrywy uszne i boki głowy szare. Widoczny jest wąski, czarny wąs. Wierzch ciała oliwkowozielony ze słabo widocznym paskowaniem na grzbiecie i barkówkach. Pokrywy skrzydłowe mniejsze szarooliwkowe. Pozostała część skrzydła czarnobrązowa z szaropłowymi krawędziami piór. Zgięcie skrzydła jasnożółte. Sterówki czarnobrązowe, z wąskimi, jasnymi, szaropłowymi krawędziami. Gardło i pasek przyżuchwowy białe, oddzielone wąskim, czarnym paskiem podbródkowym. Przez górną część piersi przebiega wąski szary pas. Pozostała część spodu ciała jasnożółta, po bokach ciała z intensywnie oliwkowym odcieniem. Tęczówka czerwonobrązowa, dziób czarniawy, nogi i stopy różowawe.
U ptaków młodocianych ciemię i wierzch ciała są jednolicie szarooliwkowe, lotki II i III rzędu mają rdzawe krawędzie. Spód ciała żółty z bardziej oliwkowym nalotem niż u dorosłych.

## Ekologia i zachowanie
Środowiska życia zapataków różnią się w zależności od podgatunku. Przedstawiciele podgatunku nominatywnego zamieszkują wyższe, suchsze obszary bagna Zapata, gdzie dominuje kłoć (Cladium) i występują pojedyncze krzewy. Ptaki podgatunku T. i. sigmani zasiedlają gorące, suche, porośnięte kserofitami wybrzeże. Reprezentanci T. i. varonai występują w lasach z drzewami częściowo zrzucającymi liście i ich obrzeżach, w ciernistych zaroślach na wybrzeżu i w namorzynach. Patrząc na zapis kopalny tego gatunku można wysnuć przypuszczenie, że niegdyś zapataki miały szerszy zasięg i występowały na większości obszarów wschodniej Kuby. Zapataki żywią się bezkręgowcami, nasionami i jagodami. Przedstawiciele podgatunku nominatywnego w trakcie pory deszczowej (maj–październik) zdają się specjalizować w jedzeniu jaj i młodych ślimaka Pomacea paludosa, ptaki pozostałych podgatunków jedzą wtedy więcej bezkręgowców. Zapataki żerują na ziemi lub nisko w krzewach, zwykle do 2 m nad ziemią. Zazwyczaj widywane są w parach, grupach rodzinnych i małych stadach liczących 10–12 osobników.

### Lęgi
Dane dotyczą ptaków podgatunku nominatywnego. Okres lęgowy trwa od marca do czerwca. Gniazdo umieszczone jest na lub obok kępy trawy Cladium jamaicense. Ma formę kubeczka utkanego z liści i łodyg traw, wyściełanego delikatnym materiałem roślinnym. W zniesieniu 2–4 jaja o jasnoniebieskiej skorupce.

## Status i zagrożenia
IUCN od 2021 roku uznaje zapataka za gatunek bliski zagrożenia (NT – Near Threatened); wcześniej, od 2018 roku był on klasyfikowany jako gatunek narażony (VU – Vulnerable), a od 1994 roku – zagrożony wyginięciem (EN – Endangered). Liczebność populacji szacuje się na 600–1700 dorosłych osobników, a jej trend uznawany jest za spadkowy. Zagrożeniem dla tych ptaków na bagnie Zapata jest osuszanie i wypalanie w porze suchej. Na Cayo Coco zagrożenie stanowi rozwój turystyki. Osobnikom z wybrzeża Guantánamo zagraża wypalanie, następujący po nim nagły zarost trawą i ogradzanie terenu celem wypasu owiec.